# Drie Tommen (Montenaken)

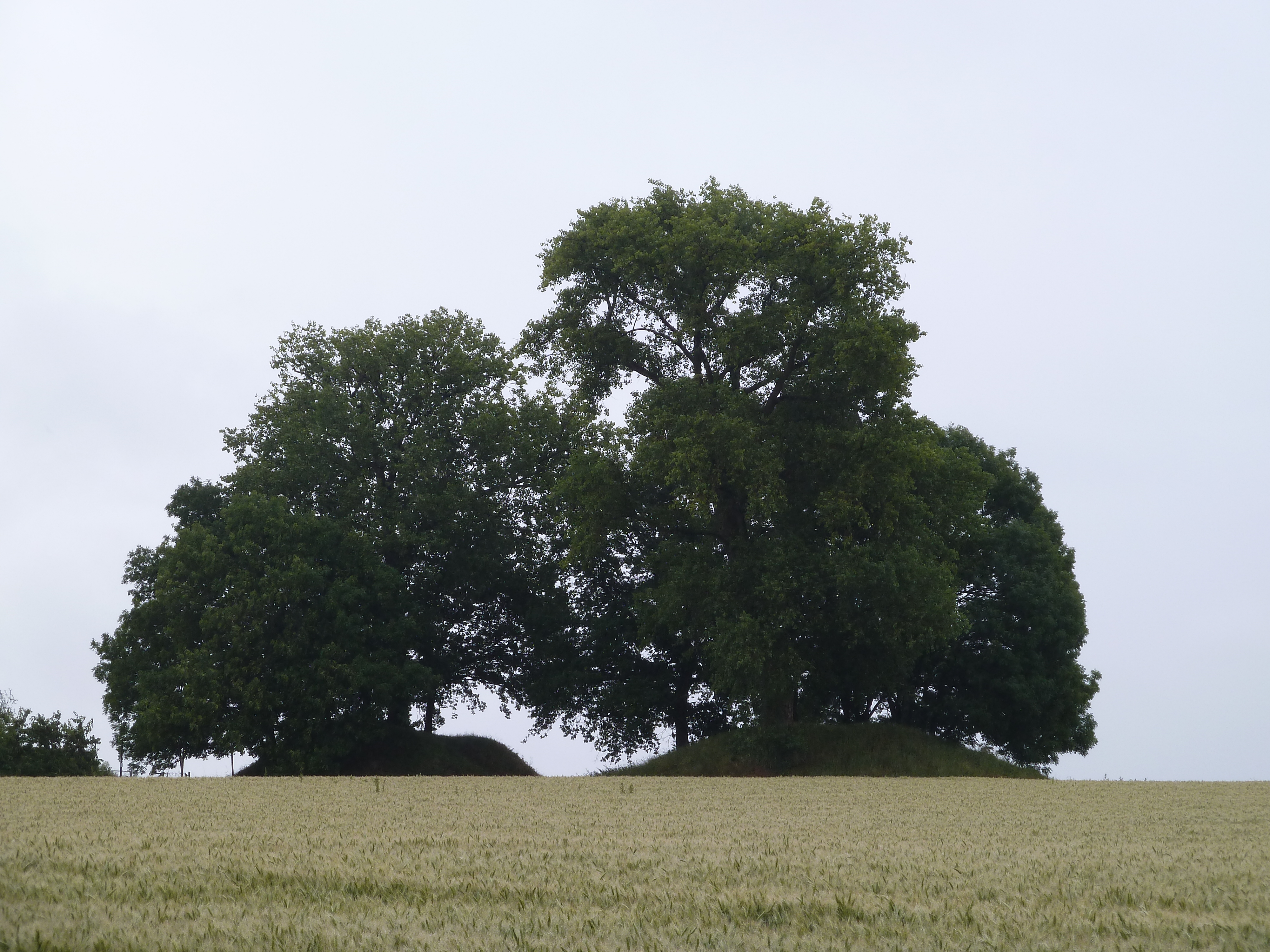
Ander gezichtspunt

De Drie Tommen zijn Gallo-Romeinse tumuli, tommen of grafheuvels ten noordoosten van Kortijs en ten zuidoosten van Montenaken, in de Belgisch-Limburgse gemeente Gingelom. De drie grafheuvels maken deel uit van een groep van 6 tommen binnen een straal van 1,5 kilometer rond Montenaken en dateren uit de tweede helft van de tweede eeuw na Christus. Ze zijn gelegen aan de Drie Tombenstraat, waarbij deze weg de noordelijke twee scheidt van de zuidelijke grafheuvel.
In 1862 werden de tommes opgegraven door Henri Schuermans en August Kempeneers. In de noordelijke heuvel lag op de plaats van de brandstapel, hier vonden ze crematieresten. In de middelste heuvel vonden ze een grafkelder met niet minder dan 42 voorwerpen, waaronder een paarsgekleurd glazen flesje in de vorm van een druiventros. De zuidelijke heuvel was leeg.
In 1979 werden de Drie Tommen beschermd als monument.

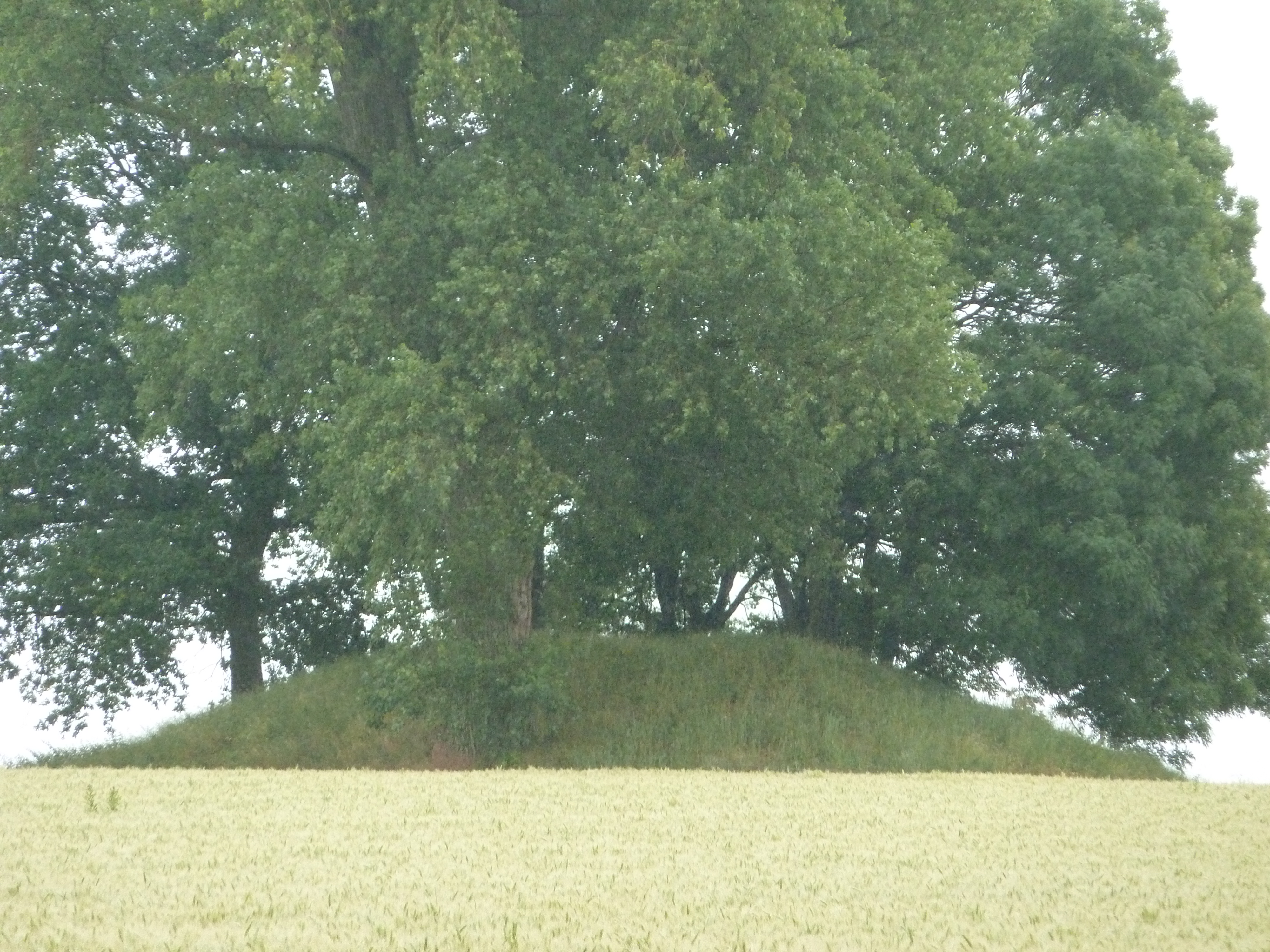
De zuidwestelijke tombe
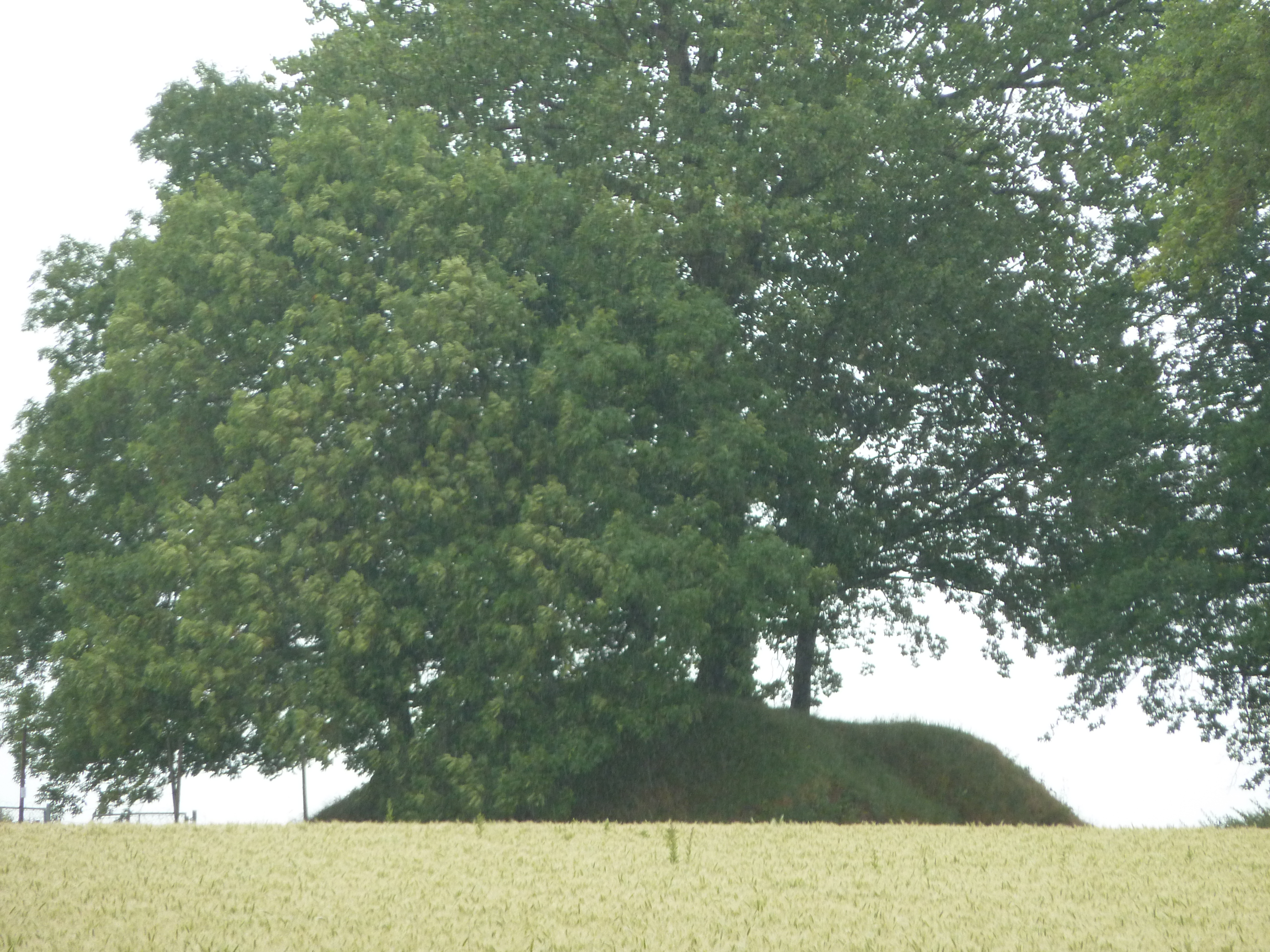
De middelste